# Спорт на Украине
Спорт на Украине — один из наиболее востребованных на Украине видов деятельности. Спортом занимаются профессионально и любительски. Любительский спорт тесно связан с понятием физкультуры.

## История

### Дореволюционное время
До революции: Состязания по спортивно-прикладным умениям и навыкам, необходимым воину (конные соревнования, стрельба из различных видов оружия, фехтование, борьба, метание копья и диска, бег, плавание), известны с древнейших времён (например, пентатлон в программе древнегреческих Олимпийских игр). Также распространение получили и цирковые виды спорта (гиревой спорт, гимнастика, а также показательные состязания борцов и боксёров).
В число легендарнейших спортсменов Украины входили и украинские борцы: борец греко-римского стиля Иван Пиддубный, который за 40 лет не проиграл ни на одном турнире и покинул ковёр непобеждённым, а также борец вольного стиля Иван Фирцак по прозвищу «Иван-Сила».
Новые виды спорта — регби, футбол, хоккей, велоспорт — стали развиваться на территории Украины ещё в конце XIX — начале XX веков. Появились несколько разнообразных спортивных клубов, члены которых профессионально занимались спортом.
В 1913 году в Киеве прошла I Всероссийская олимпиада, приуроченная к открытию Всероссийской промышленной выставки и 300-летию воцарения династии Романовых на царском престоле. К этому событию в Киеве открылся первый стадион с беговыми и велосипедными дорожками, вместимость которого составила 5 тысяч человек. На Олимпиаде состоялись соревнования по лёгкой атлетике, марафонскому бегу, футболу, борьбе, упражнениям с гирями, фехтованию, плаванию, гимнастике, спортивной стрельбе, конному спорту, велоспорту и мотоспорту. Соревнования по велосипедным и мотоциклетным гонкам прошли по маршруту Киев—Чернигов—Киев.

### Довоенная западная Украина
см. Межвоенный период, Западная Украина

### Советская Украина
В 1921 году состоялась первая Всеукраинская спартакиада, положившая начало многочисленным спортивным соревнованиям разных масштабов. В институтах появились кафедры физической культуры и спорта, открылись специальные университеты. В 1930-х годах выросла популярность велогонок, велопробегов, пеших походов. С 1936 по 1937 годы жители Украинской ССР приняли участие в велопробеге по маршруту Одесса—Владивосток и по маршруту границ СССР (длины велопробегов составляли 14317 и 30872 километра соответственно).
Развитие спорта было временно приостановлено во время Великой Отечественной войны — многие спортсмены отказались уезжать в Германию и продолжать там спортивную карьеру. Множеством мифов и легенд окутан так называемый «Матч смерти» — по легенде, футболисты киевского «Динамо» собирались провести матч с командой немецких солдат, и комендант Киева обещал расстрелять игроков «Старта» (так была названа киевская команда), если те обыграют немцев. Советские футболисты отказались идти на компромисс и обыграли несколько немецких и венгерских солдатских команд. Некоторые из игроков впоследствии погибли в концлагерях.
Из спортсменов и спортсменок советской Украины выделялись гимнастки Ирина Дерюгина, Александра Тимошенко, Оксана Скалдина и другие спортсменки, многократные чемпионки мира и Европы. Уроженка Херсона Лариса Латынина завоевала 18 олимпийских медалей, что является уникальным достижением на Олимпиадах.
Легендой украинского футбола является киевская команда «Динамо» — 13-кратный чемпион СССР, дважды победитель Кубка обладателей национальных кубков и обладатель Суперкубка УЕФА. Её футболисты Олег Блохин и Игорь Беланов получали «Золотой мяч». Ещё одним известнейшим советским украинским игроком является Олег Протасов из днепропетровского «Днепра», который стал обладателем «Серебряной бутсы» — приз одному из лучших бомбардиров европейских чемпионатов. Валерий Лобановский, известный футбольный тренер, работал с киевским «Динамо» и со сборной СССР.
В гандболе заслужила известность женская команда «Спартак» из Киева во главе с Игорем Турчиным. «Красно-белые» 13 раз побеждали в Кубке Европейских чемпионов, а спортсменки Зинаида Турчина и Лариса Карлова не раз становились лучшими на чемпионатах мира и Европы.
В лёгкой атлетике прыгун с шестом Сергей Бубка установил 35 мировых рекордов, многократно побеждал в мировой серии Гран-При, шесть раз становился чемпионом мира, один раз олимпийским чемпионом в Сеуле. Именно он основал турнир «Звёзды шеста» для молодых спортсменов, занимающихся прыжками с шестом — престижный турнир, со временем ставший этапом Кубка мира.
В Варваровке есть переулок, который носит имя Александра Львовича Зозули. Не многие знают в честь кого была назван переулок. Только ценители конного спорта знают, что именно Александр Львович создал в Варваровке первую, и пока что единственную в Николаеве, школу конного спорта. Когда-то лучшую в Советском союзе.
Создаваться школа начала в 1960 году. Первым делом Зозуля создал Федерацию конного спорта в Николаевской области. Сначала на базе школы было всего пять лошадей. Их купили и привезли с соседнего совхоза. Это были самые обычные лошади, которых использовали для выпаса скота, копания огорода и тому подобного. Им далеко было до арабских скакунов. Но начинается все всегда с малого.

## Современная Украина

### Украина на Олимпиадах
Украинские спортсмены принимали участие на Олимпийских играх в составе сборной Советского Союза с 1952 по 1988 годы, а после провозглашения независимости Украины, в 1992 году, в составе Объединённой команды.
В 1990 году был образован Национальный олимпийский комитет Украины. Международным олимпийским комитетом признан в 1993 году. Отдельной командой Украина впервые была представлена в 1994 году на зимних Играх в Лиллехаммере, и с тех пор, принимает участие на всех летних и зимних Играх. За годы существования украинская команда завоевала 115 медалей на летних Играх и 7 на зимних. Первой олимпийской чемпионкой стала фигуристка Оксана Баюл, которая завоевала титул олимпийской чемпионки в Лиллехамере. На Олимпиаде в Атланте в 1996 году Украина вошла в десятку лучших команд, по данным неофициального зачёта.

В список национальных видов спорта входят боевые искусства: казацкое двоеборье, боевой гопак и спас. Эти национальные украинские виды спорта, появившиеся именно в этой стране. По этим видам спорта проводятся профессиональные соревнования, а сборная Украины проводит показательные выступления в этих видах спорта на некоторых чемпионатах мира по боевым искусствам.

## Крупнейшие соревнования
В соответствии с Указом Президента Украины от 8 сентября 2010 года № 895, создан национальный приоритет (проект) «Олимпийская надежда Украины 2022», целью которого является создание на Украине спортивно-туристической инфраструктуры, способной принять Зимнюю олимпиаду 2022. Позже Львов отказался от борьбы за право проведения Олимпиады-2022 из-за нестабильной политической и экономической обстановки в стране. НОК Украины принял решение выдвинуть Львов на Олимпиаду-2026.
В 2012 году Украина совместно с Польшей организовала и провела чемпионат Европы по футболу, на котором 16 стран боролись за титул сильнейшей команды Европы. Украина принимала матчи в Киеве, Харькове, Львове и Донецке. Финал состоялся на киевском стадионе «Олимпийский», где Испания одержала разгромную победу над Италией со счётом 4:0 и в третий раз в своей истории стала чемпионом Европы.
В 2015 году, впервые в истории, Украина должна была принимать чемпионат Европы по баскетболу. Однако, из-за нестабильной обстановки в стране, Украина была вынуждена отказаться от права проведения турнира.
В 2011 году в Киеве, во Дворце спорта прошли матчи группы B чемпионата мира по хоккею с шайбой в дивизионе I. Команда Украины заняла 3-е место. Родные стены оттянули понижение в классе для команды на год. В 2013 году чемпионат мира по хоккею с шайбой в дивизионе IB принимал Донецк. Сборная Украины заняла первое место и смогла повыситься в классе. Также в Донецке предстояло провести чемпионат мира по хоккею с шайбой в дивизионе IA 2015 года. Однако, из-за вооруженного противостояния на Донбассе, Украина была вынуждена передать право проведения турнира Польше. Сборная Украины заняла на турнире последнее место и вновь понизилась в классе.
В 1993 году в Киеве, во Дворце спорта прошли матчи группы B чемпионата Европы по хоккею с шайбой среди женских команд. Украинская команда на турнире заняла последнее место.

## Популяризация спорта
Правительством Украины была принята государственная целевая программа «Хоккей Украины», в рамках реализации которой было построено 12 современных спортивных сооружений с искусственным льдом, первой из которых стал донецкий спорткомплекс «Лидер». Далее последовали арены в Калуше, Херсоне, Харькове. Также были реконструированы две главные крытые арены страны: киевский Дворец спорта и ДС «Дружба» (Донецк).
Сергей Бубка стал основателем и организатором легкоатлетического турнира «Звёзды шеста» для молодых спортсменов, занимающихся прыжками с шестом — престижный турнир, со временем ставший этапом Кубка мира, одним из основных соревнований сезона. Соревнования проводятся в Донецке, в Дворце спорта «Дружба».

## Спортивное образование
В 1993 году началось создание системы Инваспорт, которая нацелена на осуществление мер по развитию спорта высших достижений среди инвалидов и физкультурно-спортивной реабилитации инвалидов, а также их интеграция в общество. С этой целью в каждой области Украины были созданы школы с соответствующей инфраструктурой.
На октябрь 2011 года на Украине насчитывалось 1687 ДЮСШ (детско-юношеских спортивных школ), в которых обучалось более полумиллиона детей в возрасте от 6 до 18 лет. Из них 6,5 тысяч являлись инвалидами. 191 школа имеет статус школы олимпийского резерва. В 13 регионах есть начальные образовательные учреждения спортивного профиля, из них 9 училищ физической культуры, 3 училища олимпийского резерва, 4 лицея-интерната спортивного профиля и 2 школы-интерната спортивного профиля. Развиваются 37 олимпийских видов спорта, которыми занимаются в специальных учреждениях 5 с половиной тысяч спортсменов, из них одна пятая входит в состав олимпийской сборной Украины.
В соответствии с Единым календарным планом физкультурно-оздоровительных и спортивных мероприятий с целью массового привлечения детей и подростков к регулярным занятиям физической культурой и спортом и повышения их двигательной активности систематически проводятся спортивно-массовые и физкультурно-оздоровительные мероприятия по всей Украине (среди этих выделяются соревнования «Старты надежд», «Игры Чемпионов» и другие мероприятия). Проблематичным является финансирование и оснащение современным оборудованием начальных образовательных учреждений, а также применение новой методологии физического развития детей и молодёжи.